# Outoulou
Outoulou est une commune rurale située dans le département de Léo de la province de Sissili dans la région du Centre-Ouest au Burkina Faso.

## Géographie
Outoulou est située à 20 km au sud-ouest de Léo et à 2 km au nord de la frontière avec le Ghana et la ville de Gwolu.

## Éducation et santé
La commune accueille un centre de santé et de protection sociale (CSPS).